# 22312 Kelly
22312 Kelly è un asteroide della fascia principale. Scoperto nel 1991, presenta un'orbita caratterizzata da un semiasse maggiore pari a 2,2724929 UA e da un'eccentricità di 0,1928062, inclinata di 24,56008° rispetto all'eclittica.